# 臺鐵自備貨車
臺鐵自備貨車是指臺灣鐵路管理局來往的貨運貨主自行出資購買，以臺鐵車籍編製控管（車號前加上「P」（代表Private）），並在該局所轄路線內裝運貨主相關貨物之鐵路貨車。至2013年4月底止，臺鐵所轄自備貨車共有1,981輛。
1981年（中華民國70年）6月3日臺灣鐵路管理局「鐵機客字第15658號函」頒布之《本局貨主自備貨車處理須知》規定，自備貨車由臺鐵以外之運輸業主提供，但貨車構造應符合臺鐵規定之標準。貨車車主於車輛製造前，應填具申請書載明規範，連同車輛構造藍圖送至臺鐵審查。至於裝運貨物程序、檢修等攸關車輛運轉安全，仍由臺鐵管制。
隨著臺灣公路交通發達，臺鐵的貨運業務逐年減少。在2013年時，具備自備貨車較大業主計有臺灣聯和運通、台灣水泥、亞洲水泥、幸福水泥等，主要起迄運地點為花蓮港、高雄港等港區。

## 圖集

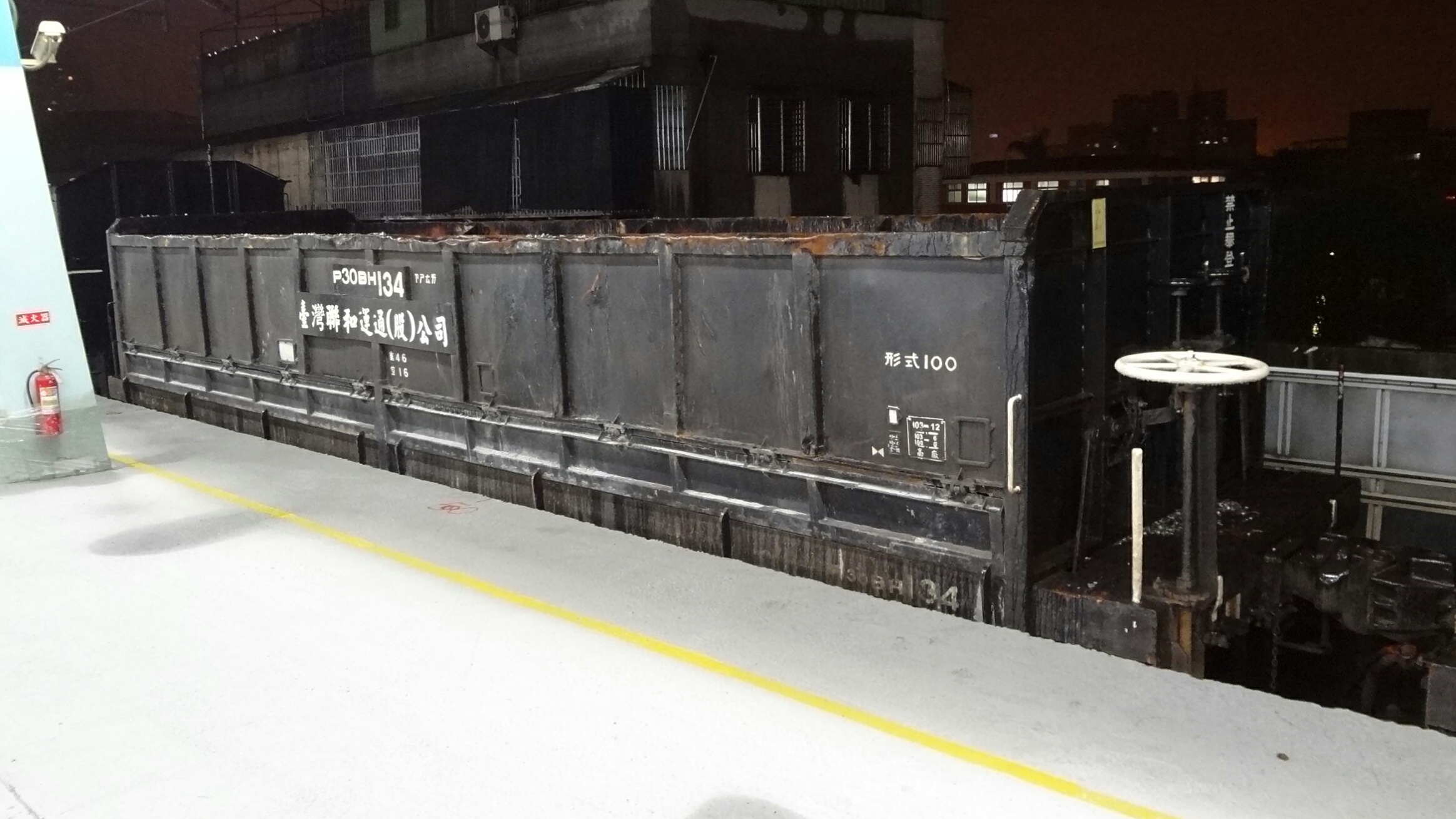
臺灣聯和運通自備貨車P30BH134
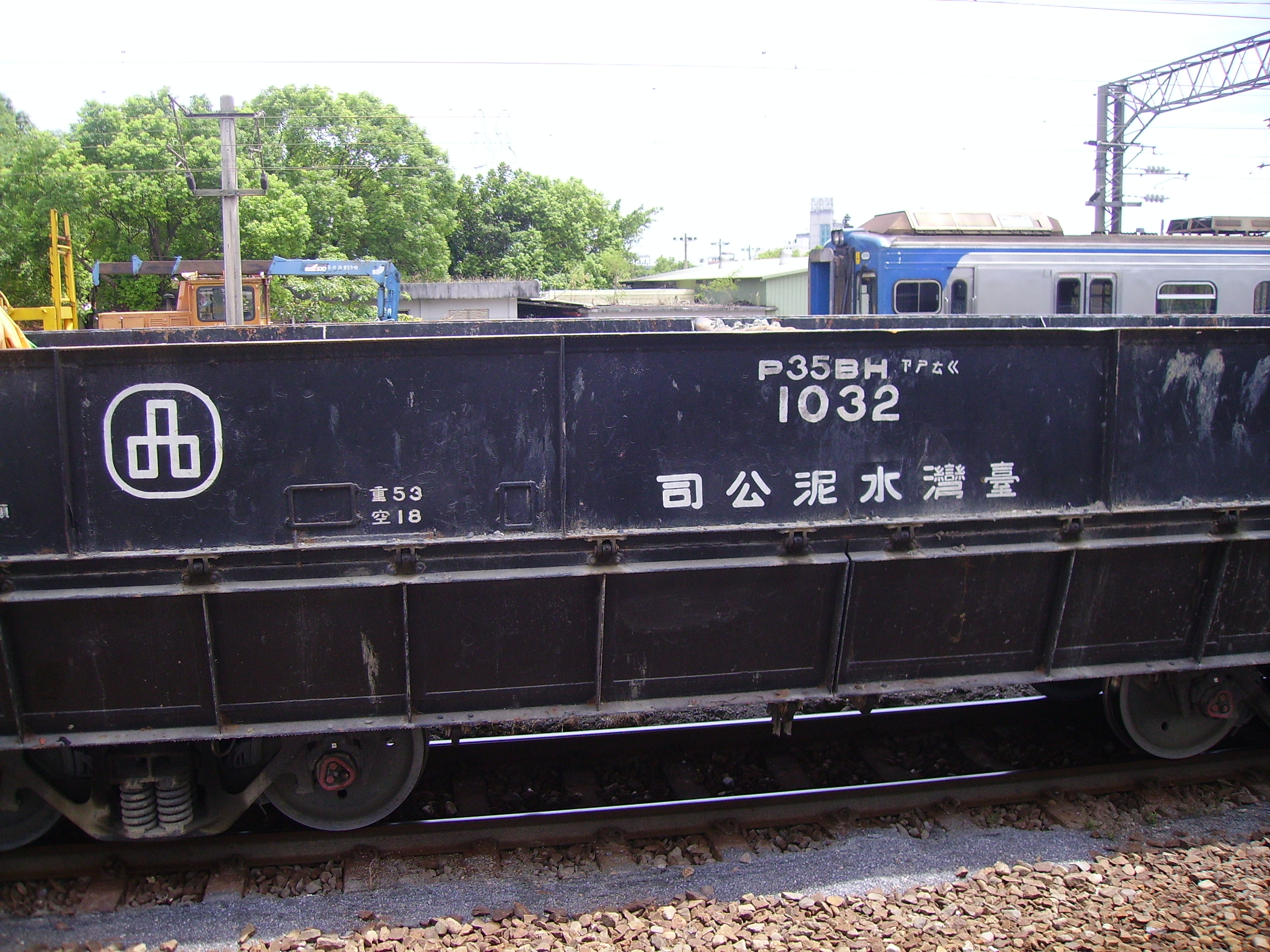
台灣水泥自備石斗車P35BH1032
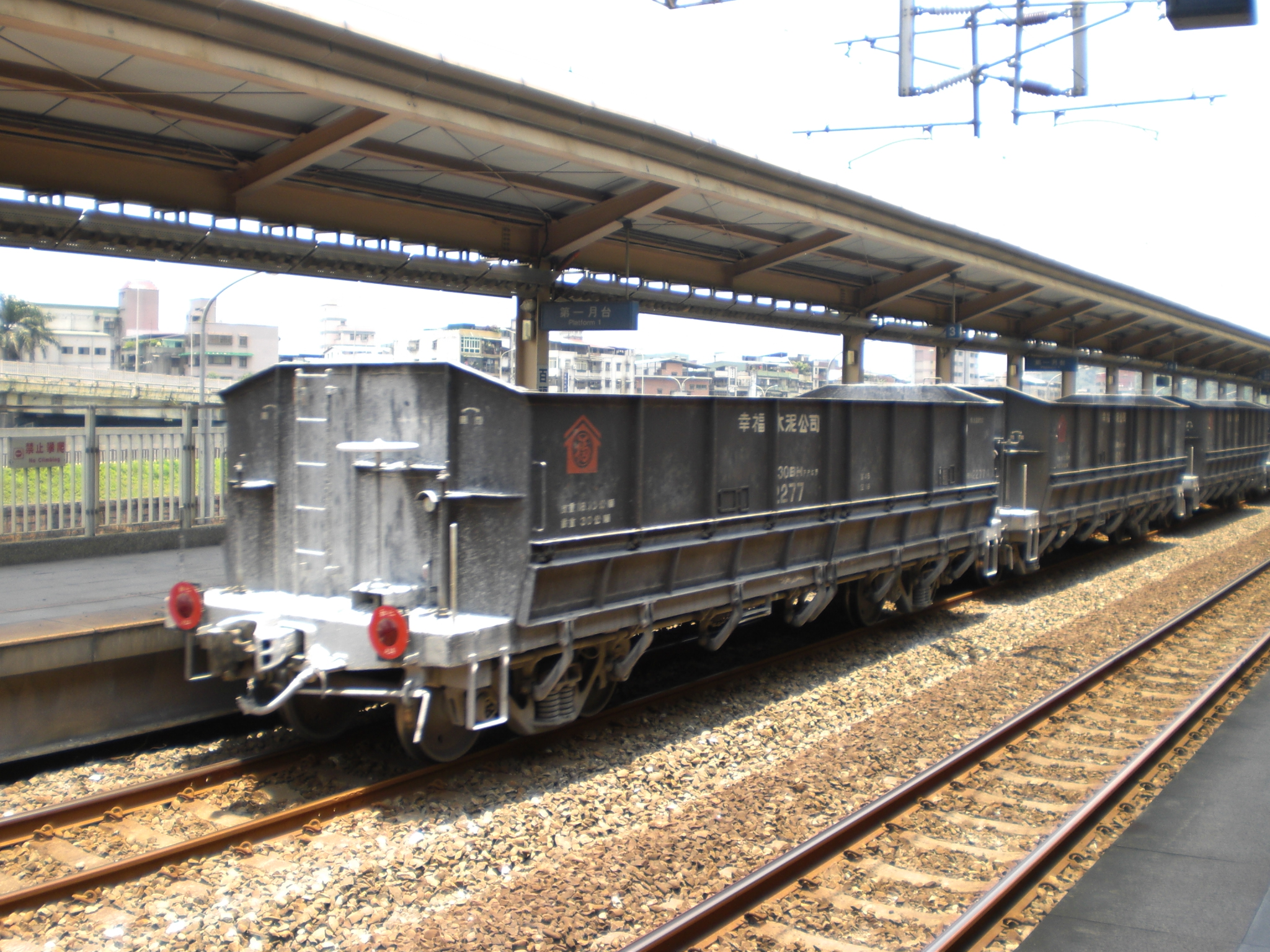
幸福水泥自備貨車P30BH2277
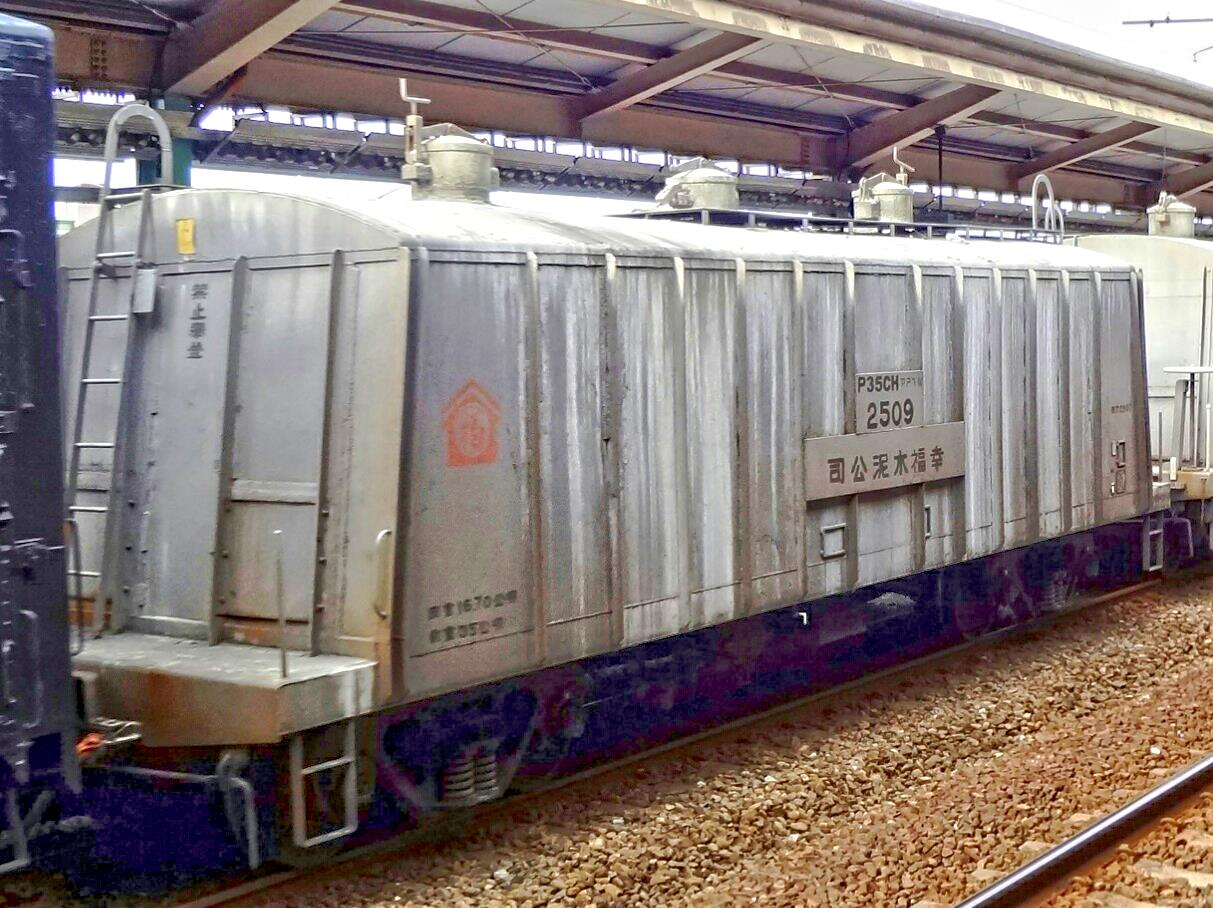
幸福水泥自備貨車P35CH2509
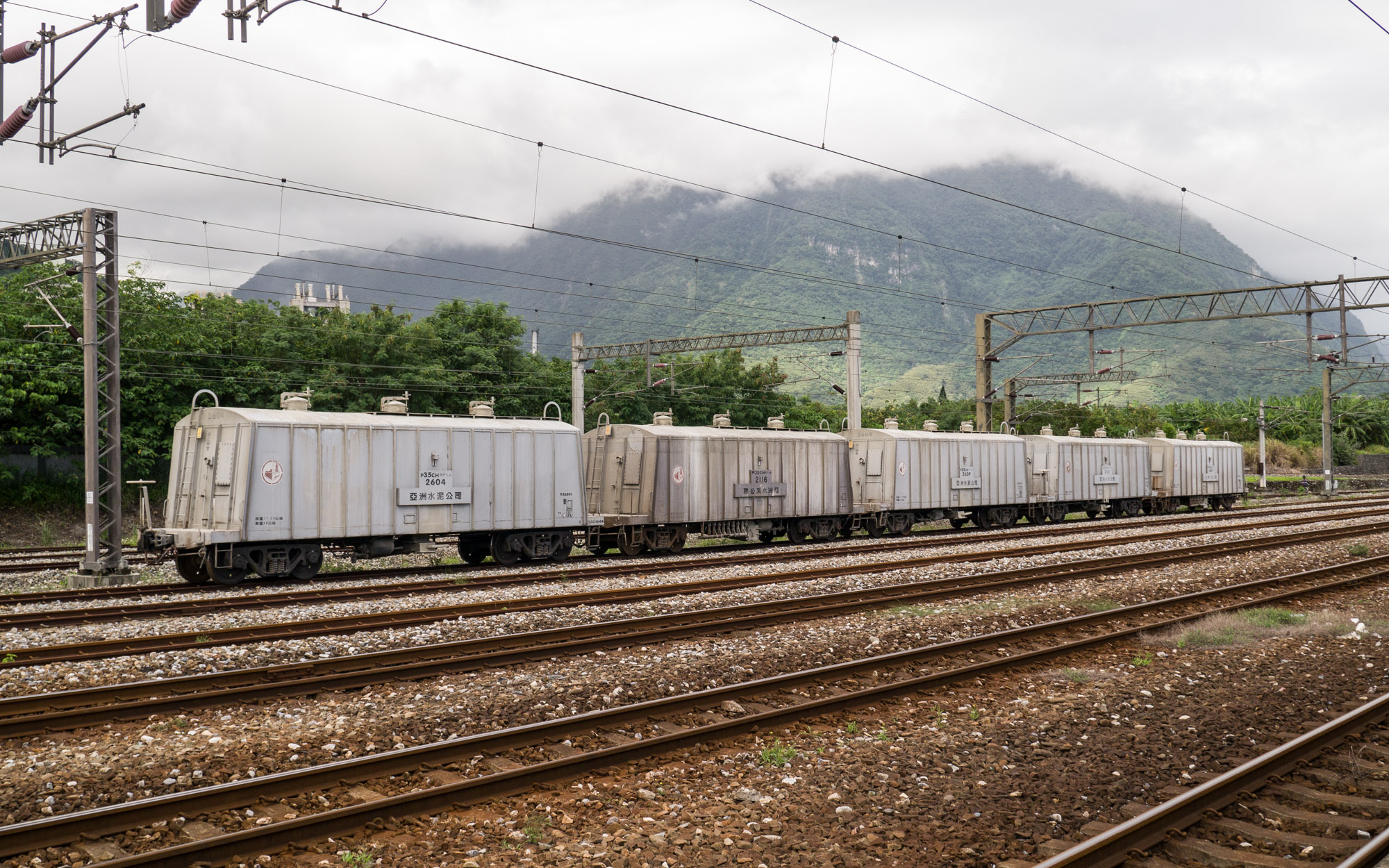
亞洲水泥自備貨車
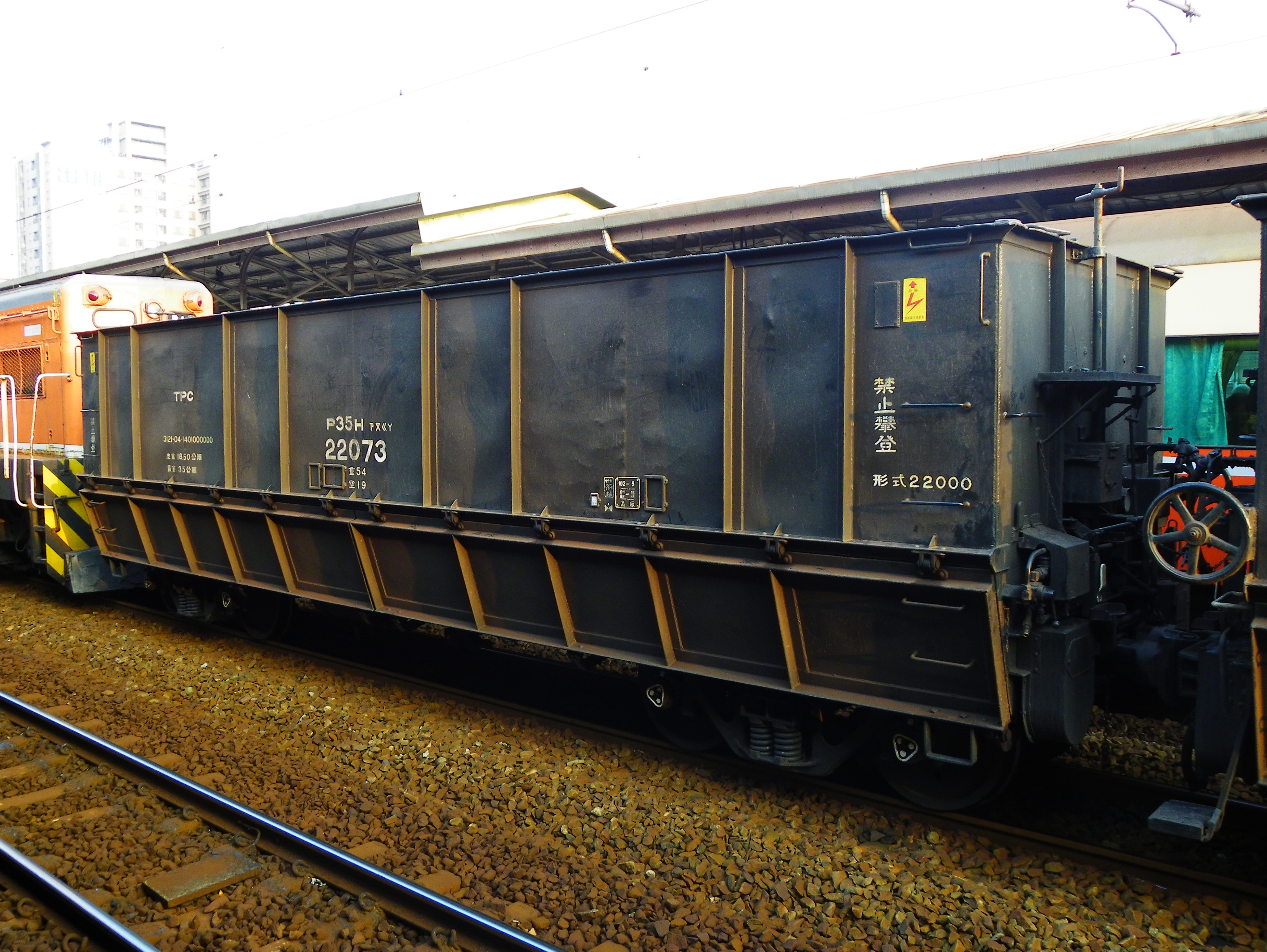
台灣電力公司自備煤斗車P35H22073